# Morrer como um Homem
Morrer como um Homem é um filme luso-francês de género drama de 2009, realizado por João Pedro Rodrigues a partir de um argumento de Rodrigues, Rui Catalão e João Rui Guerra da Mata. Foi produzido por Maria João Sigalho na produtora independente portuguesa Rosa Filmes. A longa-metragem é protagonizada por Fernando Santos, no papel de Tónia, um experiente transformista lisboeta que resolve viajar para o interior do país, quando é pressionado a submeter-se a uma cirurgia de redesignação sexual completa no momento em que uma doença grave lhe é diagnosticada.
O filme fez parte da secção Un Certain Regard do Festival de Cannes de 2009, onde estreou a 22 de maio. Em Portugal, foi o filme de abertura do 13º Festival Queer Lisboa desse ano, antes de estrear comercialmente a 15 de outubro. Em França, Morrer como um Homem foi lançado a 28 de abril de 2010.

## Sinopse
Conta a história de um transformista homossexual (ainda que algumas fontes o descrevam incorretamente como mulher transexual) no fim de carreira.
Tónia é uma deslumbrante figura veterana do espetáculo noturno de transformismo lisboeta. Agoniza-se perante os sinais de envelhecimento e a competição feroz de artistas mais novos. Por muito que tente reforçar o seu glamour, o público parece já não se interessar em si. Quando não trabalha, Tónia preocupa-se com a dependência de heroína de Rosário, o seu jovem namorado heterossexual. Rosário vive de recaída em recaída, contando sempre com o apoio de Tónia. O jovem pressiona-o constantemente para que se submeta a uma cirurgia de redesignação sexual completa, de modo a assumir uma identidade feminina plena. Mas por muito que queira corresponder ao que o namorado desejaria, as profundas crenças religiosas de Tónia deixam-no convicto de que nunca poderá ser essa mulher aos olhos de Deus.
Zé Maria, o filho de Tónia fruto de um relacionamento heterossexual anterior, que o artista abandonou em criança, foge do exercício militar e vem a Lisboa procurar o pai. Demonstra uma grande dificuldade em aceitar a sua própria homossexualidade. Na mesma altura, Tónia descobre que tem uma doença grave decorrente de uma reação adversa aos seus implantes de silicone. O seu mundo parece estar a desabar em seu redor.
Em grande conflito interior, Tónia tenta desfazer-se de quaisquer vestígios da sua masculinidade. Para fugir dos seus problemas, decide partir numa viagem ao campo com Rosário, utilizando a desculpa de o querer afastar do mundo da droga na cidade. Quando entram numa floresta mística, rapidamente se perdem até conhecerem a enigmática drag queen Maria Bakker e a sua amiga, Paula. O encontro com Bakker permite que Tónia compreenda o sentido da sua vida, decida terminar de vez a carreira transformista e cimente um desejo de morrer como homem.

## Elenco
O elenco inclui vários transformistas portugueses, com nenhuma ou pouca experiência como atores de cinema.
- Fernando Santos, como Tónia;[11]
- Alexander David, como Rosário;
- Gonçalo Ferreira de Almeida, como Maria Bakker;
- Chandra Malatitch, como Zé Maria;
- Jenny Larrue, como Jenny;
- Cindy Scrash, como Irene;
- Fernando Gomes, como Teixeira;
- Miguel Loureiro, como Paula;
- Carloto Cotta, como Carlos;
- André Murraças, como Dr. Felgueiras.

###### Participações especiais
- John Jesus Romão, como Mendes;
- Ivo Barroso, como Cardoso;
- Francisco Peres, com Médico cirurgião plástico;
- Gonçalo Mendes, com Sérgio;
- Amândio Coroado, como Médico.

## Equipa técnica
- Realização: João Pedro Rodrigues;[12]
- Argumento: João Pedro Rodrigues, Rui Catalão e João Rui Guerra da Mata;
- Direção de fotografia: Rui Poças;
- Montagem: João Pedro Rodrigues e Rui Mourão;
- Assistente de realização: Paulo Guilherme;
- Guarda-roupa: Patrícia Dória;
- Som: Nuno Carvalho;
- Mistura de som: Jean-Pierre Laforce;
- Direção de arte: João Rui Guerra da Mata;
- Efeitos especiais: António Gavinho;
- Produtora: Maria João Sigalho.[13]

## Produção

### Desenvolvimento
O argumento Morrer como um Homem é inspirado na história real de vida e nas circunstâncias da morte de Ruth Bryden, um célebre transformista lisboeta, e do seu companheiro Paulo Oliveira, que motivou uma biografia da autoria do cronista social Carlos Castro (Ruth Bryden - A Rainha da Noite, 2000) e inspirou um romance de António Lobo Antunes (Que Farei Quando Tudo Arde, 2001). Argumentando ser detentor dos direitos universais de toda a obra de Ruth Bryden, decorrentes do seu livro, Carlos Castro abriu um processo judicial por plágio contra os responsáveis do filme quando foi publicamente anunciada esta inspiração para o argumento de João Pedro Rodrigues.
Apesar desta fonte, o cineasta procurou afastar-se das referências ao caso de Bryden. Para criar a narrativa, Rodrigues entrevistou transexuais, performers de drag, e médicos, com o objetivo de "chegar ao território do fantástico e do onírico, mas partindo sempre do concreto e do físico – talvez seja a minha maneira de transfigurar a realidade". Para o argumento, o cineasta quis afastar-se do género biopic e influenciar-se pelos códigos da comédia musical, melodrama e da tragédia. O guião foi trabalhado em colaboração, tendo iniciado com Rui Catalão (autor de um artigo acerca de Ruth Bryden na revista Pública em 1999), e num segundo período, com João Rui Guerra da Mata. Na última fase do argumento, o mesmo estava já decupado, depois de João Pedro Rodrigues ter visitado os décors para decidir elementos, como luz e adereços, que seriam necessários.
Morrer como um Homem é uma produção das empresas Rosa Filmes (Portugal) e Ad Vitam Production (França). Contou com a participação financeira do Instituto do Cinema e Audiovisual, RTP, Centre National de la Cinématographie e do Fundo de Investimento para o Cinema e o Audiovisual. Foi também uma das 12 produções europeias selecionadas para financiamento pelo Fonds Eurimages du Conseil de l’Europe, neste caso, no valor de 240 mil euros. Segundo o realizador "o Morrer como um Homem foi o (filme) mais caro que fiz e não poderia ter sido feito com menos dinheiro; houve um momento em que julgávamos que tínhamos um financiamento e deixámos de o ter; pensei que teria que reformular o filme, mas já o tinha reformulado tantas vezes que não queria reformulá-lo mais vezes".

### Rodagem
O filme começou a ser rodado a 11 de agosto de 2008, em Lisboa. A dois terços da produção do filme, uma incompatibilidade levou Rodrigues a decidir despedir toda a equipa da régie: "Acho que isso não se refletiu no filme, mas refletiu-se no meu trabalho, eu não gosto de discutir, gosto de rodagens calmas com pessoas a falar baixo, e haver cenas mais extravagantes perturba-me". Em entrevista, Fernando Santos descreveu a sua entrega total à visão do cineasta e ao papel de Tónia, tendo admitido que "as cenas mais complicadas para mim de fazer foram, sem qualquer sombra de dúvida, no Hospital. (...) E, sobretudo, as duas cenas que tenho no Cemitério dos Prazeres. Uma às quatro da manhã, que foi a primeira e que foi para mim um choque muito forte, porque tenho um respeito muito grande por aqueles lugares onde a vida terminou, por toda aquela carga de respeito que se tem.

## ExposiçãoIdentidade Nacional
João Pedro Rodrigues e João Rui Guerra da Mata desenvolveram uma instalação intitulada Identidade Nacional, no Jardim do Príncipe Real, onde recontextualizavam as imagens de corpos que da filmografia de ambos, com destaque para Morrer como um Homem. Em exposição, estava uma máscara mortuária em silicone de Tónia, um dos adereços criados por João Rui Guerra da Mata. A instalação integrou ainda fotografias de Maria Bakker e Jenny Larrue.

## Temas e estilo
Nas cenas iniciais, o filme apresenta desde logo a sua questão narrativa. Durante os créditos iniciais é feita uma série de dobras e cortes a um pedaço de papel, que alteram a sua forma, mas nunca alteram a matéria. De seguida, Zé Maria assume-se como o primeiro personagem a surgir na tela, num grande plano demonstrando o seu rosto masculino camuflado. Estas imagens estabelecem um paralelismo com a questão moral central do protagonista: Tónia está dividido entre um desejo de ser mulher plena e a confiança em Deus e no seu ato de criação dos caracteres sexuais. A câmara de Rodrigues procura sempre um posicionamento que reforce a solidão de Tónia, e contrabalance as ambições dos personagens com a materialidade dos corpos inexoravelmente ligada à terra. Deste modo, a obra está repleta de planos aproximados de pés.

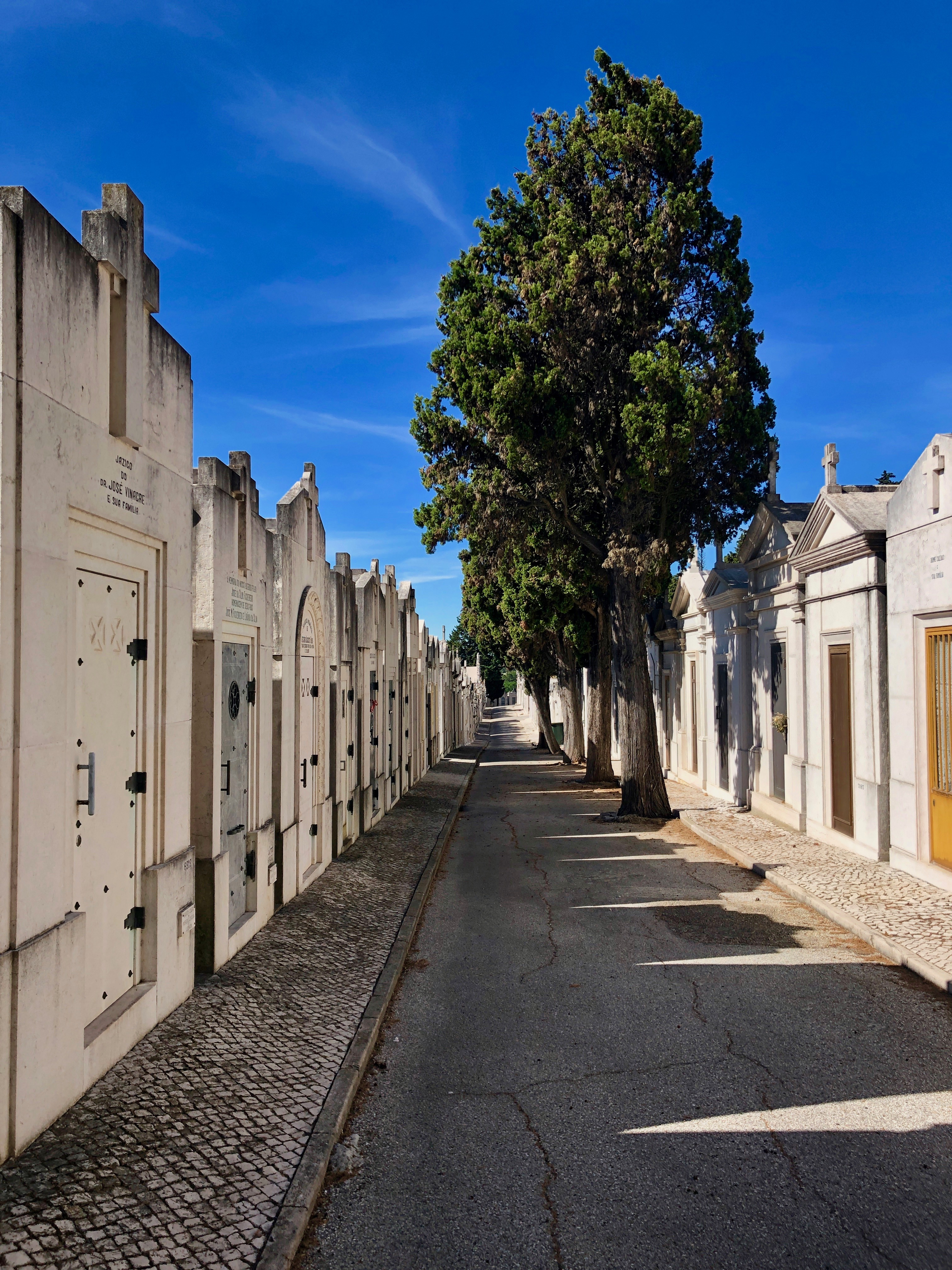
Uma performance no Cemitério dos Prazeres encerra o filme

Tal como em O Fantasma, Morrer como um Homem apresenta uma premissa, com um enredo reduzido, que serve de quadro dramatúrgico para se desviar para uma abordagem surrealista em cenas mais longas. Quando Tónia e Rosário se perdem pela floresta à caça dos gambozinos, o filme abandona todo realismo e dá origem a um tableau vivant onírico ao som de Calvary, de Baby Dee. Há uma alteração repentina nas temperaturas de cor e texturas. Este interlúdio musical divide radicalmente o filme em dois, entre o realismo e a fantasia. Ao longo do filme, para além deste, vão despontando outros momentos de fuga sob forma de canções, que coincidem com uma libertação de Tónia dos problemas que a atormentam. O seu desprendimento total surge com a sua morte, numa performance do fado "Imenso", de Paulo Bragança, juntos aos túmulos de um cemitério católico, que encerra a obra.

## Distribuição

### Lançamento
Esta terceira longa-metragem de João Pedro Rodrigues foi selecionada para edição de 2009 do Festival de Cannes, onde estreou a 22 de maio na secção Un Certain Regard. Em Portugal, distribuída comercialmente pela NOS Lusomundo Audiovisuais, a obra estreou a 15 de outubro do mesmo ano. Em França, Morrer como um Homem foi lançado pela Epicentre Films a 28 de abril de 2010.
A instalação artística Identidade Nacional, com adereços do filme, esteve em exposição de 15 de março a 7 de abril de 2019 no Museu da Água subterrânea / Reservatório da Patriarcal.

### Festivais
Após a sua apresentação internacional no 72º Festival de Cannes, a longa-metragem foi selecionada para inúmeros festivais de cinema, de entre os quais se destacam os seguintes:
- Festival de Cinema de Nova Iorque (EUA, setembro de 2009);[23]
- Festival Internacional de Cinema de Toronto (Canadá, 16 de setembro de 2009);
- 13º Festival de Cinema Gay e Lésbico de Lisboa (Portugal, 18 de setembro de 2009);[4]
- Reykjavik International Film Festival (Islândia, 21 de setembro de 2009);
- Festival do Rio (Brasil, 25 de setembro de 2009);
- 33ª Mostra Internacional de Cinema de São Paulo (Brasil, outubro de 2009);[24]
- Festival Internacional de Cinema de Vancouver (Canadá, 6 de outubro de 2009);
- Vienna International Film Festival (Áustria, 29 de outubro de 2009);[10]
- Festival de Cinema de Munique (Alemanha, 2009);[9]
- Festival Internacional de Cinema de Palm Springs (EUA, janeiro de 2010);[25]
- Festival de Cinema de Gotemburgo (Suécia, 5 de fevereiro de 2010);
- London Lesbian and Gay Film Festival (Reino Unido, 22 de março de 2010);[26]
- Festival Internacional de Cinema Independente de Buenos Aires (Argentina, 8 de abril de 2010);[27]
- Festival Internacional de Cinema de Melbourne (Austrália, 26 de julho de 2010).

## Receção

### Audiência
Até o final do ano de estreia, o filme totalizaria 5.842 espectadores nas salas de cinema portuguesas. Em França, Morrer como um Homem recebeu um número superior de espectadores, com 8.875 no ano de 2010.

### Crítica
O filme teve uma receção controversa e polarizada, tanto pela crítica especializada portuguesa, como internacional. No agregador de críticas Rotten Tomatoes, o filme mantém um rating de aprovação de 63%, baseado em 16 críticas, com um rating médio de 6.30/10. Num outro agregador, Metacritic, que atribui uma classificação até 100 a partir das publicações de críticos de cinema convencionais, o filme recebeu uma pontuação de 68, com base em 8 críticos, indicando uma "receção geralmente positiva". A IndieWire colocou Morrer como um Homem em segundo lugar na sua lista de melhores filmes de 2009 sem distribuição norte-americana e a publicação Cahiers do Cinéma em sétimo, na sua lista de melhores filmes de 2010.
A obra é defendida pelo crítico americano Dennis Lim, na revista CinemaScope, que define Morrer como um Homem de "tragicomédia estranhamente encantada". J. Hoberman (The Village Voice) escreve que a obra comprova como Rodrigues é "um dos novos talentos mais ousados surgidos na última década". Para Stephen Holden (The New York Times) "o filme é repleto de imagens marcantes, às vezes dolorosas (...) e apresenta várias belas sequências musicais. Demonstrando como a receção foi polarizada até em aspetos semelhantes, Leslie Felperin, da Variety, escreveu que lhe desagradava a duração excessiva do filme (138 minutos), precisamente por os momentos musicais ocuparem demasiado tempo. Para este crítico, tanto o filme como o enredo são banais. Ed Gonzalez (Slant Magazine) comparou negativamente a obra com filmes de Rainer Werner Fassbinder, considerando que a narrativa resulta de uma uma colagem de ideias pouco coerente que não explora substancialmente o conflito de Tónia. O desempenho dos atores, muitos deles sem experiência prévia, também foi objeto de várias críticas.
Em Portugal, vários críticos receberam também a obra com notas negativas, mas o filme, polémico, foi objeto de avaliações positivas de outros, como João Lopes no Diário de Notícias . Prova da controvérsia está no facto de três críticos do Público (Jorge Mourinha, Vasco Câmara e Mário Jorge Torres) terem escrito textos pouco consensuais: respetivamente, negativo, mediano e positivo, acerca do filme. Mourinha enaltece a desarticulação das ideias do argumento, Câmara destaca a frontalidade livre e a estética de João Pedro Rodrigues e Torres afasta-se das comparações a outros cineastas, concluindo que o cineasta "prossegue na senda de fazer cinema de risco total, que não se confunde com o de mais ninguém: original, só, no desequilibrado balanceado de quem conhece os mestres e resiste à cinefilia fácil".

### Premiações
Morrer como um Homem foi o filme que reuniu o consenso do júri do Instituto do Cinema, Audiovisual e Multimédia para ser a submissão portuguesa candidata a uma nomeação para o Óscar de Melhor Filme Estrangeiro. Ainda que a Academia não tenha selecionado o filme para a categoria, o mesmo recebeu vários reconhecimentos:
| Ano  | Premiação                                                     | Categoria                            | Trabalho                                 | Resultado | Ref.          |
| ---- | ------------------------------------------------------------- | ------------------------------------ | ---------------------------------------- | --------- | ------------- |
| 2009 | Estoril Film Festival                                         | Prémio L’Oréal Paris Jovem Talento   | Alexander David                          | Indicado  |               |
| 2009 | Gijón International Film Festival                             | Grand Prix Asturias                  | Morrer como um Homem, Maria João Sigalho | Indicado  |               |
| 2009 | Queer Film Festival "Mezipatra"                               | Melhor Longa-metragem                | Morrer como um Homem, Maria João Sigalho | Venceu    | [ 40 ]        |
| 2010 | BAFICI - Buenos Aires International Independent Film Festival | Cine del Futuro                      | Morrer como um Homem, Maria João Sigalho | Venceu    | [ 27 ]        |
| 2010 | Globos de Ouro, Portugal                                      | Melhor Filme                         | Morrer como um Homem, Maria João Sigalho | Indicado  | [ 41 ]        |
| 2010 | Globos de Ouro, Portugal                                      | Melhor Ator                          | Fernando Santos                          | Indicado  | [ 41 ]        |
| 2010 | Prémio Autores SPA/RTP                                        | Melhor Filme                         | Morrer como um Homem, Maria João Sigalho | Venceu    | [ 13 ] [ 42 ] |
| 2010 | Prémio Autores SPA/RTP                                        | Melhor Ator                          | Fernando Santos                          | Indicado  | [ 13 ] [ 42 ] |
| 2011 | Cineport - Portuguese Film Festival                           | Troféu Andorinha para o Melhor Filme | Morrer como um Homem, Maria João Sigalho | Venceu    | [ 43 ]        |
| 2011 | TheWIFTS Foundation International Visionary Awards            | Prémio Diversidade                   | Maria João Sigalho                       | Venceu    | [ 44 ]        |